# Cixius heydenii
Cixius heydenii är en insektsart som beskrevs av Carl Ludwig Kirschbaum 1868. Cixius heydenii ingår i släktet Cixius och familjen kilstritar.

## Underarter
Arten delas in i följande underarter:
- C. h. minor
- C. h. notativertex